# Gillian Rubinstein
Gillian Margaret Hanson, conocida como Gillian Rubinstein (nacida el 29 de agosto de 1942), es una autora inglesa conocida por sus novelas y obras de teatro normalmente destinadas a un público infantil. Su saga best-sellers y primera destinada a un público adulto fue Leyendas de los Otori bajo el pseudónimo Lian Hearn.

## Biografía
Nacida en Potten End (Berkhamsted, Hertfordshire, Inglaterra), Rubinstein pasó su infancia entre Inglaterra y Nigeria (pasando periodos en casa de su madre y periodos en la de su padrastro). Se mudó a Australia definitivamente en 1973.
Su padre falleció cuando tenía 14 años
Estudió idiomas en la Universidad de Oxford, y trabajó como asistente de investigación en la London School of Economics. Ha trabajado como funcionaria en el Ayuntamiento de Londres, editora, periodista, guionista y crítico de cine.
Además de 8 obras de teatro y numerosas historias cortas y artículos, ha escrito más de 30 libros. Su popular y premiado debut en 1986 fue con Space demons donde introducía los temas de crecimiento personal y mundos fantásticos que emergen en otras de sus obras. Obras suyas como At Ardilla, Foxspell y Galax-Arena han sido aclamadas por la crítica y ganado varios premios.
Ha ganado el premio Children's Book Council Book of the Year dos veces, por Beyond The Labyrinth y por Foxspell. También tiene varios títulos en la lista de honor del mismo premio, así como ha sido nominada a otros.
También ha ganado el Festival Award dos veces (por Space Demons, su primera publicación, y por Beyond the Labyrinth), el New South Wales Premier's Award por Answers to Brut, y el YABBA Award (un premio de literatura infantil) por Space Demons.
En 1996 su adaptación al teatro de Galax-Arena ganó el AWGIE por "mejor obra de teatro para público juvenil", y dos años después su obra de teatro Each Beach fue nominada al mismo premio.
Gillian recibió dos becas de Categoría A de la Junta de Literatura de Australia, y el Gran Premio SA de Literatura en 1998. Fue miembro del Fundación de Literatura de Australia de 1995 al 98 y ha sido invitada a todos los principales festivales de escritura australianos, así como al Edinburgh Children's Book Festival y al Vancouver Writer's Festival.
En 1998 fue residente en la Escuela Inglesa de escritura en Hong Kong y en 1999 visitó Japón como receptora de la beca Asialink donde nació su profundo por esta nación que la llevó a aprender japonés y escribir una de sus sagas más conocidas (Leyendas de los Otori). En 2001 publicó El suelo del ruiseñor, el primero de la saga Leyendas de los Otori (compuesta por 5 libros) bajo el pseudónimo Lian Hearn (usó pseudónimo para alejar esta obra de sus anteriores por ser la primera dirigida a un público adulto). Esta saga tiene lugar en un mundo ficticio basado en el Japón feudal. En un primer momento iba a ser una trilogía.
El nombre "Lian" proviene de su mote de infancia (gil-lian) y "Hearn" hace referencia a Lafcadio Hearn (uno de los primeros autores occidentales en abordar la mitología japonesa). También se ha hablado de la similitud entre "hearn" y "herons" (garza en inglés), un tema prominente en dicha saga.
Fue en junio de 2002, un tiempo después de la buena acogida que tuvo la primera parte de Leyendas de los Otori, cuando admitió ser la autora.
Gillian Rubinstein reside actualmente en Goolwa, al sur de Australia. Sobre su infancia escribió una biografía llamada Childhood Memories.
Se casó con Phillip con quien tiene 3 hijos: Matthew que es escritor como su madre; Tessa que es músico y Susannah que trabaja de diseñadora gráfica. Matt reside en Sídney mientras que Tessa y Susannah viven en Melbourne.
Los derechos para una película de Flores y Sombras fueron vendidos a Universal Studios, y David Henry Hwang fue asignado como guionista, pero todavía no se ha desarrollado el proyecto más allá del guion.

## Obras

### Infantiles
| Año de publicación | Título                                            | Género                 | Comentarios |
| ------------------ | ------------------------------------------------- | ---------------------- | ----------- |
| 1988               | Answers to Brut                                   | Novela infantil        |             |
| 1988               | Melanie and the Night Animal                      | Novela infantil        |             |
| 1990               | Flashback: the Amazing Adventures of a Film Horse | Novela infantil        |             |
| 1991               | Dog In, Cat Out                                   | Cuento corto ilustrado |             |
| 1991               | Squawk and Screech                                | Novela infantil        |             |
| 1992               | Mr Plunkett's Pool                                | Cuento corto ilustrado |             |
| 1993               | The Giant's Tooth                                 | Cuento corto ilustrado |             |
| 1995               | Peanut the Ponyrat                                | Novela infantil        |             |
| 1995               | Jake and Pete                                     | Cuento corto ilustrado |             |
| 1996               | Sharon Keep Your Hair On                          | Cuento corto ilustrado |             |
| 1996               | Jake and Pete & the Stray Dogs                    | Cuento corto ilustrado |             |
| 1997               | Each Beach                                        | Cuento corto ilustrado |             |
| 1998               | Hooray for the Kafe Karaoke                       | Cuento corto ilustrado |             |
| 1998               | The Fairy's Wings                                 | Cuento corto ilustrado |             |
| 1998               | The Pirate's Ship                                 | Cuento corto ilustrado |             |
| 1998               | Pure Chance                                       | Novela infantil        |             |
| 1999               | The Mermaid of Bondi Beach                        | Novela infantil        |             |
| 1999               | Ducky's Nest                                      | Cuento corto ilustrado |             |
| 1999               | Jake and Pete & the Catcrowbats                   | Cuento corto ilustrado |             |
| 2000               | Jake and Pete & the Magpies' Wedding              | Cuento corto ilustrado |             |
| 2001               | Prue Theroux the Cool Librarian                   | Cuento corto ilustrado |             |

### Joven y adulto
| Año de publicación | Título                     | Género                    | Comentarios                                                                                                 |
| ------------------ | -------------------------- | ------------------------- | --- |
| 1987               | Space Demons               | Novela de ciencia ficción | |
| 1988               | Beyond the Labyrinth       |                           | |
| 1989               | Skymaze                    | Novela de ciencia ficción | Segunda parte de Space Demons                                                                               |
| 1991               | At Ardilla                 |                           | |
| 1992               | Galax-Arena                | Novela de ciencia ficción | |
| 1994               | Foxspell                   |                           | |
| 1996               | Shinkei                    |                           | Tercera parte de Space Demons                                                                               |
| 1996               | Annie's Brother's Suit     | Fantasía                  | Colección de historias cortas                                                                               |
| 1996               | Witch Music                | Fantasía                  | Colección de historias cortas                                                                               |
| 1997               | Under the Cat's Eye        |                           | |
| 2001               | TerraFarma                 |                           | Secuela de Galax-Arena                                                                                      |
| 2002               | The Whale's Child          |                           | |
| 2002               | Un viaje desde el más allá |                           | |
| 2002               | El suelo del ruiseñor      |                           | Libro 1 de la saga Leyendas de los Otori                                                                    |
| 2003               | Con la hierba de almohada  |                           | Leyendas de los Otori II                                                                                    |
| 2004               | El brillo de la luna       |                           | Leyendas de los Otori III                                                                                   |
| 2006               | El lamento de la garza     |                           | Leyendas de los Otori IV                                                                                    |
| 2007               | La red del cielo es amplia |                           | Leyendas de los Otori: los orígenes (precuela)                                                              |
| 2011               | Flores y sombras           |                           | Tiene lugar en el mundo de fantasía de Leyendas de los Otori pero los protagonistas y personajes son otros. |